# Batalla de Yaritagua
La batalla de Yaritagua fue un enfrentamiento militar librado el 23 de octubre de 1813, durante la Guerra de Independencia de Venezuela, cuando los realistas vencieron a los patriotas.

## Antecedentes
El teniente coronel Ramón García de Sena ocupó Barquisimeto después de su victoria en Cerritos Blancos, el 13 de septiembre de 1813, dedicándose a descansar a su brigada, que había sufrido muchas bajas. Entre tanto, el gobernador realista de Coro, coronel José Ceballos, secundado por el coronel Miguel Correa, salió de su ciudad el 22 de septiembre con 351 infantes y 24 oficiales. Llegó a Siquisique, donde se le sumaron los sobrevivientes de Cerritos Blancos, encabezados por el sacerdote Andrés Torrellas y el teniente coronel Juan de los Reyes Vargas. Luego marcharon a Carora, donde incorporaron más guerrilleros monárquicos y ahí se enteraron de que se aproximaba una columna al mando del teniente coronel Juan Manuel Aldao. Durante su marcha siguiendo el río Tocuyo se incorporaron a los monárquicos los jinetes del coronel Pedro Luis Inchauspe, las guerrillas del coronel Francisco Oberto y los dispersos de las unidades vencidas del jefe Manuel Cañas.
En Barquisimeto, llegó el teniente coronel Miguel Valdés con parte del batallón Valencia proveniente de San Felipe, y García de Sena fue reemplazado por el teniente coronel Miguel Valdés por estar gravemente enfermo, quien ordenó la retirada a Yaritagua al saber del avance de Ceballos. El 19 de octubre, Aldao y su columna fueron vencidos por Ceballos en Bobare. Los republicanos supervivientes huyeron a Orachiche, donde se reunieron con la columna de Valdés, formada por 250 soldados, y marcharon a Yaritagua. Poco después, Ceballos se enteró de que una columna de 300 jinetes venía en auxilio de Valdés y estaba en Sarare, eso le hizo acelerar su marcha y darle alcance en Yaritagua.

## Fuerzas enfrentadas
En sus Memorias, el militar irlandés Guillermo Miller afirmaba que Ceballos había logrado reclutar 4.000 combatientes en la provincia de Coro. El historiador chileno Francisco Rivas Vicuña estima que Ceballos debió reunir una hueste de unos 2.000 hombres. En cambio, el colombiano Tomás Cipriano de Mosquera y el venezolano Felipe Larrazábal daban un número más bajo, sólo 1.300. El historiador Alfredo Guinassi Morán decía que eran 1.400. El cronista Feliciano Montenegro Colón estima en 700 infantes y un escuadrón de caballería. El número más bajo lo da el historiador venezolano Nicolás González Chávez, apenas 700 realistas.
González Chávez afirma que los defensores eran 450.

## Combate
A las 11:00 horas del 23 de octubre, los monárquicos ocupó las alturas alrededor del pueblo. Los patriotas estaban en buenas posiciones, pero Ceballos confiaba en su superioridad numérica y atacó, dándose un feroz combate de dos horas hasta que logró desalojarlos. Los defensores se retiraron a la plaza de armas para formar un cuadro, pero al notarlo, Ceballos ordenó fingir una retirada, animando a los republicanos a perseguirlo, entonces los monárquicos volvieron caras y les atacaron sin darles tiempo a formar en cuadro de nuevo.
Durante la lucha murió el segundo al mando de los patriotas, comandante Antonio Abad Castillo. Las bajas patriotas incluyeron 126 muertos, entre ellos Aldao y algunos jefes y oficiales, también fueron capturados muchos prisioneros, pertrechos y armas. Los prisioneros fueron asesinados en el campo, siendo especialmente cruel el trato a los peninsulares republicanos, quienes murieron con sus brazos y piernas cortados por machetes.

## Consecuencias
El Libertador Simón Bolívar no se impresionó por la victoria en Cerritos Blancos, pues sus enemigos se multiplicaban. Envió una división al mando del brigadier Rafael Urdaneta para reforzar a las tropas de García de Sena, saliendo de Valencia el 7 de octubre. Debía asumir el mando de las tropas occidentales y atacar Coro. Urdaneta llegó a San Carlos tres días después, donde enteró por refugiados de Barquisimeto que el coronel Ceballos avanzaba sobre la ciudad y Valdés se retiraba a Yaritagua. A marchas forzadas fue a ayudar a Valdés, enviando un edecán con órdenes que se retirara a la montaña del Altar para reunirse con él. Sin embargo, fue en vano, al llegar al Gamelotal se enteró de la derrota de aquel. El sitio estaba en las colinas de la montaña de El Altar. El plan de Bolívar para Urdaneta se veía cancelado.
El brigadier decidió ser prudente, permaneció en la posición para tener las opciones de esperar los refuerzos que pedía a Bolívar o retirarse si no llegaban. Ceballos, al enterarse de la proximidad de Urdaneta decidió retirarse a Barquisimeto, mientras que Valdés decidió seguir su retirada por San Felipe a Valencia. Urdaneta esperó a Bolívar, sabedor que no tenía la fuerza para enfrentar a Ceballos. Pero gracias a las victorias en otros frentes, Bolívar pudo concentrarse en Ceballos. El 7 de noviembre, empezaron a llegar refuerzos y al día siguiente Bolívar llegó con más, después de salir de Caracas a inicios del mes. Jornadas más tarde el ejército presentaba batalla en Tierra Blanca.